# Tritaxis (protista)
Tritaxis es un género de foraminífero bentónico de la subfamilia Trochammininae, de la familia Trochamminidae, de la superfamilia Trochamminoidea, del suborden Trochamminina, y del orden Trochamminida. Su especie tipo es Rotalina fusca. Su rango cronoestratigráfico abarca el Holoceno.

## Discusión
Clasificaciones previas incluían Tritaxis en el suborden Textulariina del orden Textulariida. Otras clasificaciones lo han incluido en el orden Lituolida.

## Clasificación
Tritaxis incluye a las siguientes especies:
- Tritaxis absidata
- Tritaxis albanii
- Tritaxis angulata
- Tritaxis antarctica
- Tritaxis atlantica
- Tritaxis australis
- Tritaxis britannica
- Tritaxis challengeri
- Tritaxis conica
- Tritaxis crassa
- Tritaxis earlandi
- Tritaxis fusca
- Tritaxis heronalleni
- Tritaxis palaeofusca
- Tritaxis primitiva
- Tritaxis rara
- Tritaxis siphonifera
- Tritaxis squamata

Otra especie considerada en Tritaxis es:
- Tritaxis bullata, aceptado como Earlandammina bullata